# تانرلا فورسیتیا
تانرلا فورسیتیا (انگلیسی: Tannerella forsythia) گونه ای از باکتری‌های گرم-منفی بی‌هوازی از شاخه باکتروئیدها است. این بیماری در بیماری‌های لثه و دندان نقش دارد و عضوی از مجموعه قرمز بیماری‌زای دندانی-لثه‌ای است. این باکتری پیش‌تر باکتروئید فورسیتیا و تانرلا فورسیتنسیس نام داشت.
تانرلا فورسیتیا نامش را از «مؤسسه فورسایت» واقع در کمبریج، ماساچوست می‌گیرد.
تانرلا فورسیتیا در ضایعات تصلب شریان‌ها شناسایی شده‌است. لی و همکاران دریافتند که آلوده کردن موش‌ها به تانرلا فورسیتیا باعث ایجاد سلول‌های کفی شده و تشکیل ضایعات آترواسکلروتیک را تسریع می‌کند. این باکتری همچنین در واژن زنان مبتلا به واژینوز باکتریال وجود دارد. وجود این باکتری در دهان، با افزایش خطر سرطان مری مرتبط است.